# 霍洛韋山
84°45′S 163°36′E / 84.750°S 163.600°E
霍洛韋山（英語：Mount Holloway）是南極洲的山峰，位於沙克爾頓海岸，屬於亞歷山德拉皇后山脈的一部分，海拔高度2,650米，以美國研究隊的生物學家命名，現時由南極條約體系管理。